# Kreis Wohlau

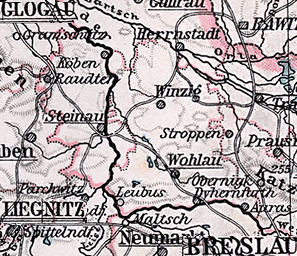
Der Kreis Wohlau in den Grenzen von 1818 bis 1932

Der Kreis Wohlau war ein preußischer Landkreis in Schlesien. Er bestand von 1742 bis 1945. Namensgeberin und Sitz der Kreisverwaltung war die Kleinstadt Wohlau. Die Stadt Hilden in Nordrhein-Westfalen übernahm 1957 die Patenschaft über den Kreis, dessen ehemaliges Gebiet heute in der polnischen Woiwodschaft Niederschlesien liegt.

## Verwaltungsgeschichte
Nach der Eroberung des größten Teils von Schlesien durch Preußen im Jahre 1741 wurden durch die königliche Kabinettsorder vom 25. November 1741 in Niederschlesien die preußischen Verwaltungsstrukturen eingeführt. Dazu gehörte die Einrichtung zweier Kriegs- und Domänenkammern in Breslau und Glogau sowie deren Gliederung in Kreise und die Einsetzung von Landräten zum 1. Januar 1742.
Im Fürstentum Wohlau, einem der schlesischen Teilfürstentümer, wurden aus den alten schlesischen Weichbildern Raudten, Steinau und Wohlau die preußischen Kreise Steinau-Raudten und Wohlau gebildet. Als erster Landrat des Kreises Wohlau wurde Georg Ernst von Tschammer eingesetzt. Der Kreis Wohlau unterstand zunächst der Kriegs- und Domänenkammer Breslau und wurde im Zuge der Stein-Hardenbergischen Reformen 1815 dem Regierungsbezirk Breslau der Provinz Schlesien zugeordnet.
Bei der Kreisreform vom 1. Januar 1818 im Regierungsbezirk Breslau gab es umfangreiche Grenzänderungen zu den Nachbarkreisen. In den Kreis Wohlau wurden eingegliedert:
- die Stadt Auras, der Marktflecken Dyhernfurth sowie die Dörfer Althof, Cranz, Hauffen, Heinzendorf, Jäckel, Liebenau, Pathendorf, Racke, Reichwald, Riemberg, Schönborn, Seiffersdorf, Sorge, Sürchen, Thannwald, Thiergarten, Vogtswalde und Wahren aus dem Kreis Breslau
- die Dörfer Alt Herdau, Idsdorf, Neu Heydau, Neu Vorwerk, Rauschen, Schleswig Vorwerk, Schmögerle und Wischütz aus dem Kreis Guhrau
- die Dörfer Alexanderwitz, Exau, Groß Strenz, Klein Strenz und Leubel aus dem Kreis Militsch sowie
- die Dörfer Grottke, Lahserwitz, Pawelschöne, Peruschen, Pruskawe, Schilkwitz, Schlanowitz, Sigda, Striese und Wersingawe aus dem Kreis Trebnitz.

Der Kreis Wohlau gab seinerseits die Stadt Herrnstadt sowie die Dörfer Austen, Bartschdorf, Bobiele, Brenowitz, Bronau, Buschen, Corangelwitz, Duchen, Geischen, Gewehrsewitz, Globitschen, Gohle, Gorkau, Groß Räudchen, Groß Saul, Groß Wiersewitz, Heidchen, Herrndorf, Herrnlauersitz, Hochbeltsch, Irrsingen, Kaltvorwerg, Klein Beltsch, Kleinlauersitz, Klein Saul, Klein Räudchen, Klein Wiersewitz, Königsbruch, Königsdorf, Lübchen, Oderbeltsch, Porlewitz, Rützen Stadt, Saborwitz, Sackern, Sandeborske, Sandewalde, Schätz, Schlaupe, Schubersee, Schwinaren, Sophienthal, Stadtherrnstadt, Stadtvorwerk, Triebusch, Tscheschenheyde, Tscheschkowitz, Tschistey, Waldvorwerk, Wendstadt, Wikoline, Wilhelmsbruch, Woidnig, Zechen und Züchen an den Kreis Guhrau ab.
Seit dem 1. Juli 1867 gehörte der Kreis zum Norddeutschen Bund und ab dem 1. Januar 1871 zum Deutschen Reich.
Zum 8. November 1919 wurde die Provinz Schlesien aufgelöst und aus den Regierungsbezirken Breslau und Liegnitz die neue Provinz Niederschlesien gebildet. Zum 30. September 1928 wurden alle Gutsbezirke aufgelöst und benachbarten Landgemeinden zugeteilt. Zum 1. Oktober 1932 wurde der größte Teil des aufgelösten Kreises Steinau in den Kreis Wohlau eingegliedert. Gleichzeitig gab der Kreis Wohlau die Landgemeinden Akreschfronze, Alt Neu Heidau, Dahsau, Gimmel, Groß Tschuder, Hengwitz, Hünern, Kadlewe, Kamin, Klein Peterwitz, Klein Tschuder, Kutscheborwitz, Lendschütz, Leubel, Neuvorwerk, Osselwitz, Ostrawe, Peiskern, Pluskau, Schmögerle, Tscheschen, Tschilesen und Wehlefronze an den Kreis Guhrau ab.
Am 1. April 1938 wurden die preußischen Provinzen Niederschlesien und Oberschlesien zur neuen Provinz Schlesien zusammengeschlossen. Zum 18. Januar 1941 wurde die Provinz Schlesien erneut aufgelöst. Aus den Regierungsbezirken Breslau und Liegnitz wurde die neue Provinz Niederschlesien gebildet.
Im Frühjahr 1945 wurde das Kreisgebiet von der Roten Armee besetzt. Im Sommer 1945 wurde das Kreisgebiet von der sowjetischen Besatzungsmacht gemäß dem Potsdamer Abkommen unter polnische Verwaltung gestellt. Im Kreisgebiet begann darauf der Zuzug polnischer Zivilisten, die zum Teil aus den an die Sowjetunion gefallenen Gebieten östlich der Curzon-Linie kamen. In der Folgezeit wurde die deutsche Bevölkerung größtenteils aus dem Kreisgebiet vertrieben.

## Einwohnerentwicklung
| Jahr | Einwohner | Quelle |
| ---- | --------- | ------ |
| 1795 | 35.251    | [ 11 ] |
| 1819 | 36.156    | [ 12 ] |
| 1846 | 47.769    | [ 13 ] |
| 1874 | 48.986    | [ 14 ] |
| 1885 | 47.999    | [ 15 ] |
| 1900 | 42.568    | [ 16 ] |
| 1910 | 43.985    | [ 16 ] |
| 1925 | 46.639    | [ 17 ] |
|      |           |        |
| 1939 | 64.340    | [ 17 ] |

## Landräte
- 1742–176200Georg Ernst von Tschammer[4]
- 1762–176600Friedrich Heinrich von Bibran und Modlau[4]
- 1766–177300Ernst Sigismund von Uechtritz[4]
- 1775–178000Hans Heinrich von Unruh[4]
- 1782–180600Johann George Friedrich von Scheliha[4]
- 1806–181100Hans Ernst von Niebelschütz[4]
- 1811–183000Maximilian Sebastian Leopold von Johnston[4]
- 18500000000Kober
- 1850–000000Hans Ernst Leopold von Niebelschütz
- 18530000000von Hochberg (vertretungsweise)
- 1870–189900Paul Adolph von Wrochem
- 1900–191500Kurt von Engelmann
- 1915–191900von Heimburg
- 1919–193200Wilhelm Nülle (1885–1973)
- 1932–193700Alfred Janetzki (1880–1977)
- 1937–194300Johannes Slawik (1892–1969)
- 1943–194500Otto Braß (1880–1945)

## Kommunalverfassung
Der Kreis Wohlau gliederte sich, wie seit dem 19. Jahrhundert in Preußen üblich, in Städte, Landgemeinden und Gutsbezirke. Mit Einführung des preußischen Gemeindeverfassungsgesetzes vom 15. Dezember 1933 gab es ab dem 1. Januar 1934 eine einheitliche Kommunalverfassung für alle preußischen Gemeinden. Mit Einführung der Deutschen Gemeindeordnung vom 30. Januar 1935 wurde zum 1. April 1935 das „Führerprinzip“ auf Gemeindeebene durchgesetzt. Eine neue Kreisverfassung wurde nicht mehr geschaffen; es galt weiterhin die Kreisordnung für die Provinzen Ost- und Westpreußen, Brandenburg, Pommern, Schlesien und Sachsen vom 19. März 1881.

## Gemeinden
Der Kreis Wohlau umfasste zuletzt sechs Städte und 137 Landgemeinden:
| - Alexanderwitz - Alt Wohlau - Alteichenau - Althof - Arnsdorf - Auras, Stadt - Bartsch-Kulm - Berghain - Bielwiese - Birkenhain - Borschen - Brödelwitz - Brunnwiese - Buschen - Dahme - Dammitsch - Deichslau - Dieban - Dittersbach - Dombsen - Domnitz - Dyhernfurth, Stadt - Eichdamm - Exau - Fichtendorf - Föhrenwalde - Friedrichshain - Fröschen - Fröschroggen - Garben - Gleinau - Grafenstein - Grosen - Groß Ausker - Groß Kreidel - Groß Pantken | - Groß Pogel - Groß Schmograu - Groß Sürchen - Großendorf - Guhren - Gurkau - Hartfelde - Heidersdorf - Heidevorwerk - Heinzendorf - Herrnmotschelnitz - Hochbauschwitz - Hohenau - Ibsdorf - Iseritztal - Jakobsdorf - Jürtsch - Kammelwitz - Kirchlinden - Klein Ausker - Klein Bauschwitz - Klein Kreidel - Klein Pantken - Klein Pogel - Klein Schmograu - Klein Sürchen - Kleschwitz - Klieschau - Köben an der Oder, Stadt - Kranz - Krehlau - Kreischau - Krischütz - Krummwohlau - Kulmikau - Kunern | - Kunzendorf - Lahse - Lahserwitz - Lampersdorf - Lehsewitz - Leipnitz - Leubus - Liebenau - Loßwitz - Maibach - Mittel Nieder Dammer - Mönchmotschelnitz - Mondschütz - Mühlgast - Nährschütz - Neudorf b. Dyhernfurth - Neudorf b. Steinau a./Oder - Niederau - Nistitz - Ölschen - Pathendorf - Paulshöhe - Peruschen - Polgsen - Porschwitz - Praukau - Preichau - Pronzendorf - Quallwitz - Rädlitz - Radschütz - Ransen - Rathau - Rayschen - Reichwald - Reudchen | - Riemberg - Röhrsborn - Schanzberg - Schlaupp - Schöneiche - Seifersdorf - Seifrodau - Siegda - Simonshöh - Stanschen - Steinau an der Oder, Stadt - Steintal - Sternblick - Steudelwitz - Strien - Striese - Stuben - Tannwald - Tarxdorf - Thauer - Thielau - Thiemendorf - Thiergarten - Ulmenau - Urschkau - Wahren - Waldheim - Wandritsch - Wangern - Weißig - Wilhelmsthal - Winzig, Stadt - Wischütz - Wohlau, Stadt - Zechelwitz |

Eingemeindungen bis 1928
- Bischofsau, am 23. Dezember 1901 zu Stuben
- Brenowitz,  vor 1908 zu Tschilesen
- Groß Strenz, am 30. September 1928 zu Glumbowitz
- Groß Wangern, am 30. September 1928 zu Wangern
- Hammer, am 30. September 1928 zu Krehlau
- Klein Strenz, am 30. September 1928 zu Glumbowitz
- Klein Wangern, am 30. September 1928 zu Wangern
- Königlich Krehlau, am 10. Mai 1908 zu Krehlau
- Leubus, Dorf, am 30. September 1928 zu Leubus
- Leubus, Städtel, am 30. September 1928 zu Leubus
- Ober Nieder Krehlau, am 10. Mai 1908 zu Krehlau
- Pakuswitz, vor 1908 zu Dittersbach
- Pfarroggen, am 10. September 1910 zu Winzig
- Vorwinzig, am 10. September 1910 zu Winzig
- Zweckfronze, vor 1908 zu Kamin

## Ortsnamen
1937 wurden im Kreis Wohlau etliche Gemeinden umbenannt:
| - Bautke → Eichdamm - Belkawe → Sternblick - Beschine → Hartfelde - Bschanz → Schanzberg - Glumbowitz → Alteichenau - Gräschine → Steintal - Groß Baulwie → Ulmenau - Groß Pogul → Groß Pogel - Grottky → Berghain - Kaschewen → Brunnwiese - Klein Baulwie → Röhrsborn - Klein Pogul → Klein Pogel | - Mersine → Maibach - Nisgawe → Niederau - Norigawe → Fichtendorf - Pavelschöwe → Paulshöhe - Petranowitz → Iseritztal - Piskorsine → Kirchlinden - Prosgawe → Grafenstein - Sagritz → Birkenhain - Schilkowitz → Simonshöh - Schlanowitz → Föhrenwalde - Wersingawe → Hohenau |